# Cañada de Calatrava
Cañada de Calatrava település Spanyolországban, Ciudad Real tartományban.  Lakosainak száma 103 fő (2024).

## Népesség
A település népessége az elmúlt években az alábbi módon változott:
| Lakosok száma | 78   | 103  | 108  | 114  | 115  | 110  | 99   | 102  | 105  | 103  |
|               | 2001 | 2004 | 2006 | 2009 | 2011 | 2014 | 2016 | 2019 | 2021 | 2024 |